# Kimongo (district)
Kimongo est un district du département de Niari en république du Congo. Son chef lieu est la ville de Kimongo